# Nečtiny (zámek)
Zámek Nečtiny stojí ve vsi Hrad Nečtiny, části obce Nečtiny, v okrese Plzeň-sever. Od roku 1964 je chráněn jako kulturní památka.

## Historie
Poté, co po porážce stavovského povstání v roce 1547 nechal Ferdinand I. vypálit hrad Preitenstein a jeho majitel Kašpar Pluh z Rabštejna musel utéct, stali se právě Habsburkové majiteli nečtinského panství. Už o dva roky později získal panství Florián Gryspek z Gryspachu, jenž nechal pod hradem postavit renesanční zámek a založit rybník (dnešní Nevěstin rybník) a na protější straně rybníka pak osadu Nové Městečko. V polovině 17. století se dostal do majetku Adama Václava Kokořovce z Kokořova, jenž k zámku nechal přistavět barokní budovu. Od roku 1839[zdroj?] byl v majetku rodu Mensdorff-Pouilly, kteří jej vlastnili do roku 1945, a v letech 1855–1858 prošel přestavbou ve stylu tudorovské gotiky. Po roce 1945 a konfiskaci zámku v něm sídlilo zemědělské odborné učiliště a v zámku fungovala jak škola, tak i internát pro žáky. V roce 1964 zámek zpustošil požár, který se vyhnul pouze věži a kapli. Po požáru byl zrekonstruován a dnes slouží jako Školicí a ubytovací zařízení Západočeské univerzity v Plzni.

## Galerie

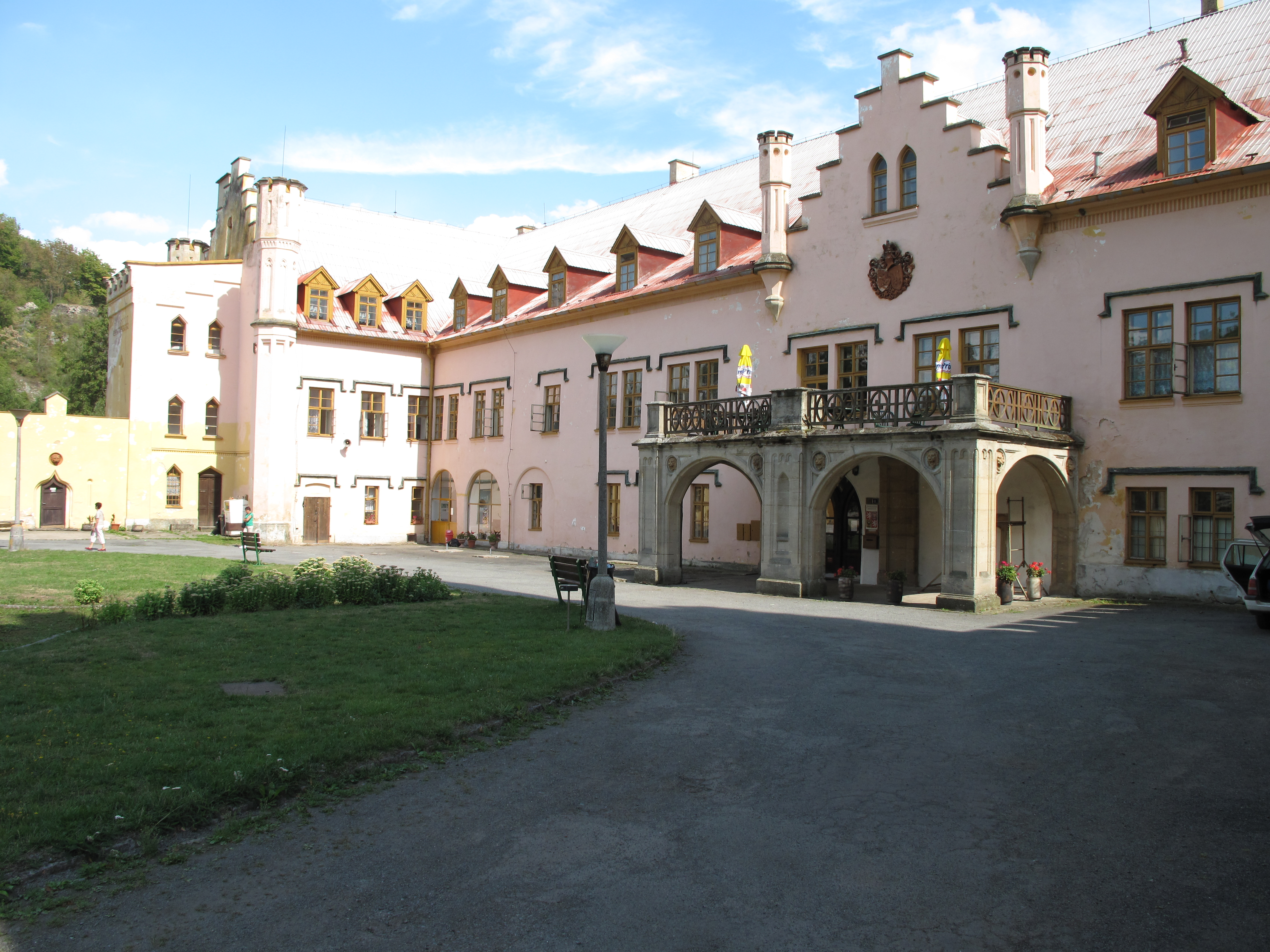
Hlavní křídlo se vstupní galerií
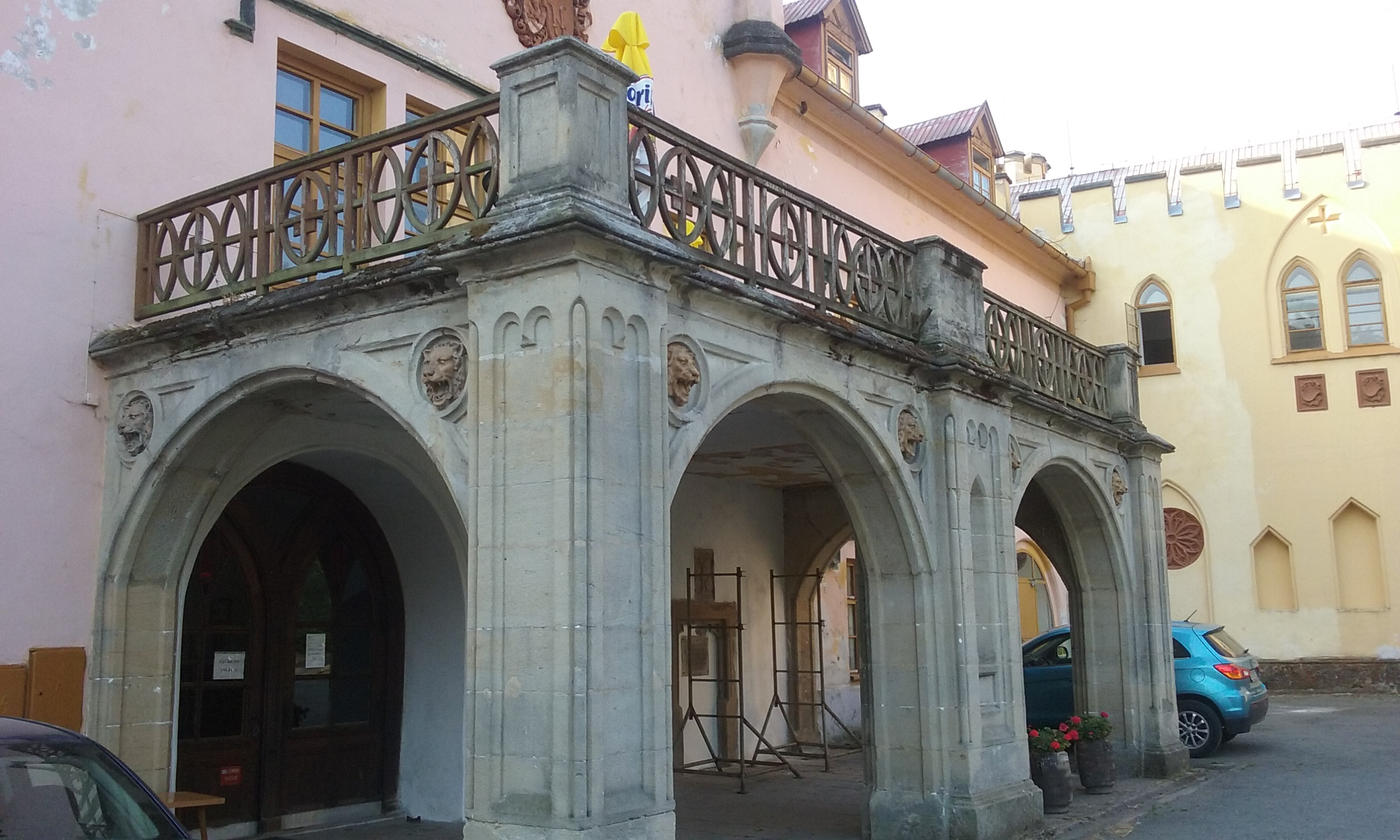
Vstupní galerie
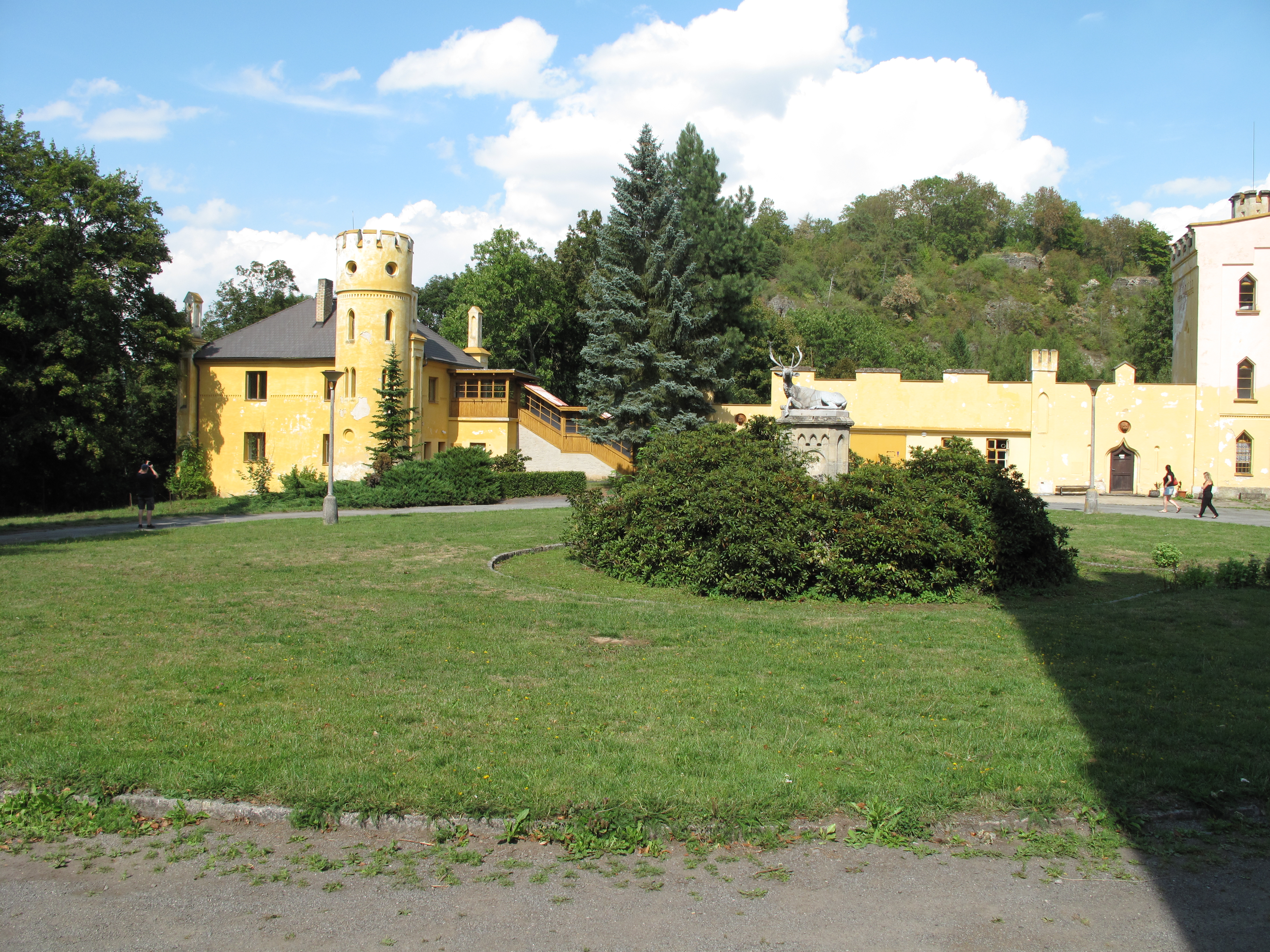
Pohled na křídlo, v pozadí kopec s hradem Nečtiny (Preitenstein)
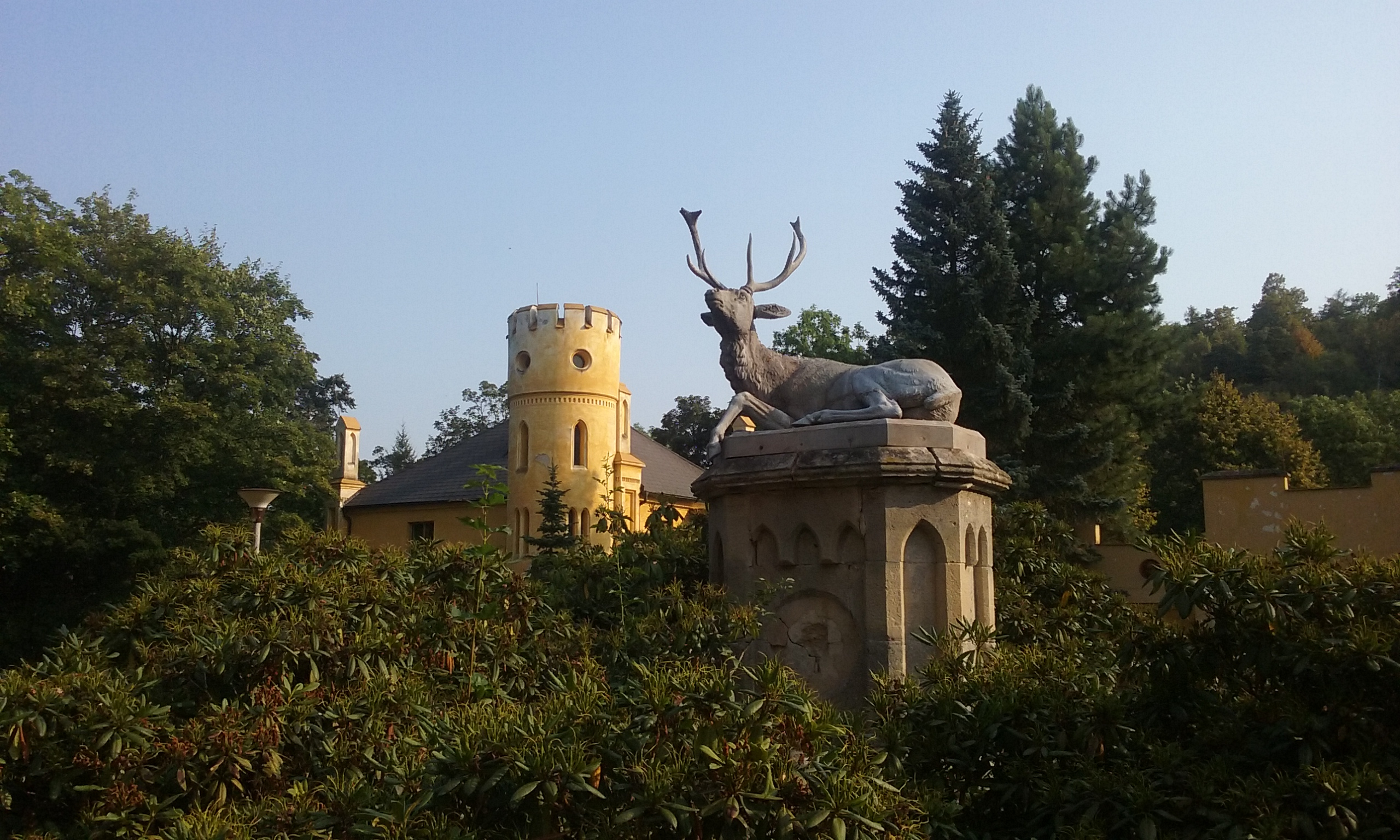
Socha před zámkem